# Епархия Чжэнчжоу
Епархия Чжэнчжоу (лат. Dioecesis Cemceuvensis) — епархия Римско-Католической церкви c центром в городе Чжэнчжоу, Китай. Епархия Чжэнчжоу входит в митрополию Кайфэна.

## История
28 августа 1882 года Святой Престол учредил апостольскую префектуру Западного Хэнаня, выделив её из апостольского викариата Хэнаня (сегодня — Епархия Наньяна). Руководство апостольской префектурой Западного Хэнаня было поручено членам католической миссионерской конгрегации «Благочестивое общество святого Франциска Ксаверия для заграничных миссий».
2 мая 1911 года апостольская префектура Западного Хэнаня была преобразована в апостольский викариат.
3 декабря 1924 года апостольский викариат Западного Хэнаня был переименован в апостольский викариат Чжэнчжоу.
25 мая 1929 года апостольский викариат Чжэнчжоу передал часть своей территории для возведения новой апостольской префектуры Лояна (сегодня — Епархия Лояна).
11 апреля 1946 года Римский папа Пий XII издал буллу Quotidie Nos, которой преобразовал апостольский викариат Чжэнчжоу в епархию.

## Ординарии епархии
- епископ Luigi Calza (23.06.1906 — 22.10.1944);
- Faustino M. Tissot (10.05.1946 — 1983);
  - Sede vacante с 1983 года по настоящее время.

## Источник
- Annuario Pontificio, Libreria Editrice Vaticana, Città del Vaticano, 2003, ISBN 88-209-7422-3
- Булла Quotidie Nos, AAS 38 (1946), стр. 301  (лат.)